# Marija Petrović Njegoš
Princeza Marija (Marica) Petrović Njegoš (Cetinje, Crna Gora, 29. ožujka 1869. – Sankt-Peterburg, Rusija, 7. srpnja 1885.), kćer crnogorskog kralja Nikole i kraljice Milene Petrović.
Princeza Marija, zvana i Marica, rođena je 29. ožujka 1869. godine na Cetinju. Rođena je kao četvrto dijete u obitelji i kao četvrta kćer. Kao i svim njezinim sestrama, pruženo joj je obrazovanje. Princeza je bila krhka, bolešljiva djevojčica, koja je više bila u društvu majke i dvorskih dama nego sestara. Krhka princeza se razbolila 1884. godine, a umrla je 7. srpnja 1885. godine, nepuna dva mjeseca poslije svog 16. rođendana.
Pavel Rovinski kao godinju smrti Marije, navodi 1883. i da je umrla na dan krsne slave obitelji Petrović-Njegoš, na Đurđevdan, 23. travnja, po julijanskom kalendaru. Iako su dobili brzojav o smrti Marije, knez Nikola nije otkazao slavu, i po običaju je okupio goste u dvorcu.